# Klonální selekce
Klonální selekční teorie je vědecká teorie v imunologii, která objasňuje úlohu buněk imunitního systému (lymfocytů) při reakci na specifické antigeny, které napadají organismus. Tato teorie byla uvedena v roce 1957 australským lékařem Frankem Macfarlanem Burnetem, jako vysvětlení utváření diverzity protilátek při zahájení imunitní odpovědi. Teorie se stala obecně uznávaným modelem pro vysvětlení, jak imunitní systém odpovídá na infekci a jakým způsobem jsou vybírány určité druhy B lymfocytů a T lymfocytů ke zničení specifických antigenů.
Teorie uvádí, že specifický antigen aktivuje již existující lymfocyty (konkrétně B buňky) tak, aby došlo ke znásobení tvorby protilátek a tím vysvětluje generování rozmanitosti specificity protilátek. První experimentální důkaz pochází z roku 1958, kdy Gustav Nossal a Joshua Lederberg předvedli, že jedna B buňka produkuje vždy pouze jednu protilátku. Následně se stala tato myšlenka základem molekulární imunologie, především adaptivní imunity.

## Postuláty
Klonální selekční teorii lze shrnout následujícími čtyřmi zásadami:
- Každý lymfocyt nese jediný typ receptoru s unikátní specifičností (pomocí V(D)J rekombinace).
- Obsazení receptoru je nutné pro aktivaci buňky.
- Diferencované efektorové buňky odvozené od aktivovaného lymfocytu ponesou receptory s identickou specificitou jako mateřská buňka.
- Ty lymfocyty, které nesou receptory pro vlastní molekuly, budou zničeny v rané fázi vývoje.

## Rané práce
V roce 1900 navrhl Paul Ehrlich (1854-1915) německý lékař, imunolog, mikrobiolog, chemik a jeden z největších géniů svého období tak zvanou teorii postranního řetězce produkce protilátek. Podle této teorie, určité buňky vystavují na svém povrchu různé „postranní řetězce“ (to jest membránou vázané protilátky), které mohou reagovat s různými antigeny. Když antigen dorazí, váže se na odpovídající postranní řetězec. Poté buňky zastaví produkci všech ostatních postranních řetězců a začnou intenzivně produkovat a sekretovat antigen vázající postranní řetězec jako rozpustnou protilátku. V tomto případě se jedná o selekci (ale nikoliv klonální selekci). Tato teorie byla po několik následujících desetiletí mnohem přesnější než jiné teorie, které v imunologii dominovaly.
Paul Ehrlich je také původcem hojně užívaných termínů jako jsou „protilátky“ a „receptory“, ale je považován i za průkopníka v oblasti chemoterapie. Připravil a do léčebné praxe zavedl první syntetické léčivo – salvarsan a neosalvarsan pro léčbu pohlavní choroby syfilis.
V roce 1955 dánský imunolog Niels Jerne předložil hypotézu, že v séru se nachází obrovské množství solubilních protilátek již před jakoukoliv infekcí. Jestliže antigen pronikne do těla, dojde k výběru pouze jednoho souhlasného typu protilátky, k tomuto antigenu.

## Další práce
V roce 1957 americký imunolog David W. Talmage předpokládal, že antigeny vážou protilátky na povrchu buněk produkujících protilátky a pouze tyto buňky několikanásobně mohou zvýšit množství syntetizovaného produktu s afinitou k antigenu. Klíčový rozdíl od Ehrlichovy teorie bylo to, že každá buňka pravděpodobně syntetizuje pouze jeden druh protilátky. Po navázání antigenu buňka proliferuje a klony produkují stejnou protilátku.

### Burnetova klonální selekční teorie
Australský imunolog Frank Macfarlane Burnet publikoval v roce 1957 článek s názvem „Modifikace Jerneho teorie tvorby protilátek pomocí konceptu klonální selekce“ v Australian Journal of Science. V tomto článku Burnet rozšířil myšlenky D. W. Talmage a pojmenoval je „klonální selekční teorie.“ Následně tuto svoji teorii formálně uveřejnil roku 1959 v knize Klonální selekční teorie získané imunity. Vysvětlil imunologickou paměť jako klonování dvou typů lymfocytů. Jeden klon ihned bojuje s infekcí, zatímco ten druhý má dlouhou životnost, zůstává v imunitním systému po dlouhou dobu, což má za následek vznik odolnosti vůči tomuto antigenu.
Podle Burnetovy hypotézy jsou mezi protilátkami také molekuly, které mohou pravděpodobně komunikovat s různým stupněm přesnosti se všemi, nebo v podstatě se všemi antigenními determinantami, které se vyskytují v biologickém materiálu odlišném od toho, který je charakteristický pro daný organismus. Podstatou hypotézy je, že každý typ vzoru je specifickým produktem klonu lymfocytů. Když antigen pronikne do krve či do tkáně, jedna z antigenních determinant se naváže na odpovídající reaktivní místo na povrchu lymfocytu. Tím je buňka aktivována a dojde k její proliferaci. K proliferaci dochází přednostně u těch klonů lymfocytů, jejichž reaktivní místa se vážou s antigenní determinantou daného antigenu. Buňky, které vznikly proliferací z mateřské buňky, mohou plnit ty samé funkce jako sama buňka mateřská.
V roce 1958 Gustav Nossal a Joshua Lederberg prokázali, že jedna B buňka produkuje pouze jednu protilátku – to byl první důkaz klonální selekční teorie.

## Teorie dokládající klonální selekci
F. M. Burnet a Peter Medawar společně pracovali na pochopení jevu imunologické tolerance. Tento jev také následně vysvětlili – klonální selekcí. Jedná se o schopnost organismu tolerovat cizí buňky (popřípadě tkáň) – bez přítomnosti imunitní odpovědi, pokud se tyto buňky nachází v organismu při jeho časném vývoji. Budou se vyvíjet lymfocyty, které tyto buňky (tkáň) považují za tělu vlastní. V imunitním systému se nachází velké množství lymfocytů, které jsou tolerantní k vlastním tkáním, ale také těch lymfocytů, které k vlastním tkáním tolerantní nejsou. Embryonální vývoj přežijí pouze ty buňky, které jsou tolerantní k vlastním tkáním.
V roce 1959 Burnet navrhuje, že za určitých podmínek budou moci být tkáně úspěšně transplantovány mezi sobě cizími příjemci. Tato práce měla velký přínos pro pochopení fungování imunitního systému a pro pokroky v transplantaci tkání. Burnet a Medawar obdrželi Nobelovu cenu za fyziologii a medicínu v roce 1960.
V roce 1974 Niels Kaj Jerne zamýšlel, že imunitní systém funguje jako síť, která je regulovaná prostřednictvím vzájemné komunikace mezi variabilní částí lymfocytů a jejich sekretorovanými molekulami. Teorie imunitní sítě je založena na konceptu klonální selekce. Jerne obdržel Nobelovu cenu za fyziologii a medicínu v roce 1984.